# Graciela Iturbide
Graciela Iturbide (Mexico-Stad, 1942) is een Mexicaanse fotografe.

## Biografie
Graciela Iturbide werd geboren in Mexico in 1942, ze was de oudste van dertien kinderen. Ze maakte al vroeg in haar leven kennis met fotografie. Haar vader nam foto's van haar en haar broers en zussen en ze kreeg haar eerste camera toen ze 11 jaar oud was. Toen ze een kind was, bewaarde haar vader alle foto's in een doos en ze zegt hierover: "het was een geweldige traktatie om naar de doos en kijk naar deze foto's, deze herinneringen." Ze trouwde de architect Manuel Rocha Díaz in 1962 en kreeg drie kinderen. Toen haar dochter Claudia in 1970 op zesjarige leeftijd overleed, wendde Iturbide zich tot de fotografie.

## Studie en werk
Ze studeerde aan het Centro Universitario de Estudios Cinematográficos aan de Universidad Nacional Autónoma de México, waar ze haar mentor ontmoette, de leraar, cameraman en fotograaf Manuel Álvarez Bravo. Zij reisde met Bravo en leerde dat "er is altijd tijd voor de foto's die je maar wilt."
Iturbide fotografeert het dagelijks leven, bijna geheel in zwart-wit. Ze liet zich inspireren door de fotografie van Josef Koudelka, Henri Cartier-Bresson, Sebastiao Salgado en Álvarez Bravo. Ze kreeg interesse in het dagelijks leven van de inheemse culturen van Mexico en heeft het leven gefotografeerd in Mexico-Stad, Juchitán, Oaxaca en op de Mexicaans-Amerikaanse grens (La Frontera.)
In 1979 werd Iturbide gevraagd door schilder Francisco Toledo om foto's te maken van zijn dorp, Juchitán de Zaragoza, waar de vrouwen economisch, politiek en seksueel onafhankelijk waren. Geïnteresseerd in het voorstel maakte Iturbide haar eerste collectie, getiteld "Mujer Ángel" (vrouw van de engel) en schot in deel van de Sonora woestijn van Mexico. Haar eerste ervaring als fotograaf vormde Iturbide's kijk op het leven, en maakte haar een groot voorstander van het feminisme. Het beeld van 'Mujer Ángel' werd gebruikt door de politiek geladen metal groep Rage Against The Machine voor hun single" Vietnow" in 1997.
Een deel van de inspiratie voor haar volgende werk haalt ze uit haar steun voor feministische zaken. Haar bekende collectie, "Señora de Las Leguanen ', (' Onze Lieve Vrouw van de Leguanen") werd ook geschoten in Juchitán de Zaragoza. Dit stuk inspireerde twee filmmakers uit Los Angeles, Susan Streitfeld en Julie Herbert, die de foto gebruikten als een icoon in de film uit 1966 getiteld Female Preservations. Haar werk in Juchitán was niet alleen over vrouwen, ze schoot ook "Magnolia", een foto van een man die een jurk draagt en naar zichzelf kijkt in de spiegel. Het was de foto "Magnolia", die ertoe heeft geleid dat veel fotografie experts zeggen dat Iturbide met haar werk ook seksualiteit bij Mexicanen belichtte.
Iturbide fotografeerde ook Mexicaanse Amerikanen in de White Fence barrio van Oost Los Angeles, als onderdeel van het documentaire boek "A Day in the Life of America" (1987). Ze heeft gewerkt in Argentinië (in 1996), India (waar een andere bekende foto van haar schoot: "Perros Perdidos" of "Lost Dogs"), en de Verenigde Staten, waar ze haar laatste bekende werk maakte, een naamloze collectie foto's geschoten in Texas.
Ze is een van de oprichters van de Mexicaanse Raad van de Fotografie. Haar werk is internationaal tentoongesteld en is opgenomen in vele belangrijke museumcollecties, waaronder die van het Metropolitan Museum of Art, the Museum of Modern Art, het Los Angeles County Museum of Art en het J. Paul Getty Museum. De grootste collectie van originele prenten in de Verenigde Staten bevindt zich aan de Wittliff Collecties, Texas State University.
Iturbide woont en werkt in Coyoacán, een district van Mexico-Stad.

## Prijzen
Ze heeft de W. Eugene Smith-prijs voor fotografie (1987) gewonnen, een eerste prijs van de Franse Mois de la Photo en een Guggenheim Fellowship (1988). In 2008 ontving zij de Hasselblad Stichting Photography Award.

## Exposities
Graciela Iturbide heeft in verschillende delen van de wereld geëxposeerd, de eerste was in 1980. Hier is een lijst van enkele van haar tentoonstellingen:
- 1980: "Graciela Iturbide" (New Mexico).
- 1988: "Latina", an En Foco exhibition at DCA City Gallery (New York).
- 1990: "External Encounters, Internal Imaginings: The Photographs of Graciela Iturbide", Museum of Modern Art in San Francisco.
- 1991: Rencontres d'Arles Festival (Frankrijk).
- 1997-1998: "Images of Spirit" at the Philadelphia Museum of Art (Philadelphia).
- 2003: "Pajaros et Paisajes" ("Birds and Sights"), Robert Miller Gallery (New York).
- 2003: "Pajaros et Paisajes", OMG Gallery for Contemporary Art (Düsseldorf).
- 2007-2008: "The Goat's Dance: Photographs by Graciela Iturbide", J. Paul Getty Museum.
- 2008: "The Man and the Myth", Americas Society (New York).
- 2011: Rencontres d'Arles Festival (Frankrijk)
- 2011: Retrospective, Pinacoteca - São Paulo
- 2015: "Naturatta | Baño de Frida", Helinä Rautavaara Museum, Espoo (Finland)
- 2017: "Revolution and Ritual: The Photographs of Sara Castrejon, Graciela Iturbide, and Tatiana Parcero", Ruth Chandler Williamson Gallery, Scripps College - Claremont (Californië)